# Eucharidema salahuta
Eucharidema salahuta là một loài bướm đêm trong họ Geometridae.